# Harald Kidde
Harald Henrik Sager Kidde (1878-1918), est un écrivain danois. Il a étudié la théologie et a été l'auteur de romans tels que Aage og Else (1902) et Helten (Le Héros) (1912), l'histoire d'un vrai chrétien dans un monde d'hypocrites. Il était l'époux de l'auteur Astrid Ehrencron-Kidde (1871-1960).
Il est mort de la grippe espagnole en 1918.

## Travaux
- "Sindbilleder" (1900)
- "Mennesker" (1901)
- Tilskueren 1901, Harald Kidde "Menneskenes Søn"
- "Aage og Else, Døden" (1902)
- "Aage og Else, Livet" (1902)
- "Luftslotte" (1904)
- Tilskueren 1904, Harald Kidde "Smertens Vej"
- Tilskueren 1905, Harald Kidde "Drømmerier"
- "De Blinde" (1906)
- "Loven» (1908)
- "Aften" (1908)
- "Den Anden"(1909)
- "De Salige" (1910)
- "Helten" (1912) (fr. "Le Héros", 1947)
- "Mødet Nytårsnat, en Krønike entre Anholt" (1917)
- "Jærnet, Roman Järnbärerland om" (1918)
- "Vandringer" (1920)
- "Dinkelsbühl" (1931)
- "Bag de Blomstrende Frugttræer" (1942)
- "Parabler" (1948)
- "Krageskrigene" (1953)